# 398년

## 연호
- 동진(東晉) 융안(隆安) 2년
- 고구려(高句麗) 영락(永樂) 8년
- 후연(後燕) 영강(永康) 3년 / 청룡(靑龍) 원년 / 건평(建平) 원년
- 후진(後秦) 황초(皇初) 5년
- 서진(西秦) 태초(太初) 11년
- 북위(北魏) 황시(皇始) 3년 / 천흥(天興) 원년
- 후량(後凉) 용비(龍飛) 3년
- 남량(南凉) 태초(太初) 2년
- 북량(北凉) 신새(神璽) 2년

## 기년
- 동진(東晉) 안제(安帝) 2년
- 북위(北魏) 도무제(道武帝) 13년
- 신라(新羅) 내물 마립간(奈勿麻立干) 43년
- 고구려(高句麗) 광개토왕(廣開土王) 8년
- 백제(百濟) 아신왕(阿莘王) 7년

## 사건
고구려 광개토왕이 신라를 토벌하여 복속하였다.